# Битва за Власеницу (1942)
Первая битва за Власеницу 1942 (сербохорв. Прва битка за Власенице / Prva bitka za Vlasenice), также Первое нападение НОАЮ на Власеницу в июне 1942 года (сербохорв. Први напад НОВЈ на Власеницу јуна 1942. / Prvi napad NOVJ na Vlasenicu juna 1942.) — операция Народно-освободительной армии Югославии по штурму города Власеницы, который обороняли силы Чёрного легиона. Штурм окончился неудачей: в бою был убит командир 2-го ударного восточнобоснийского батальона Лазо Лазич-Стоянович, народный Герой Югославии.

## План нападения
Гарнизон составляли 900 человек: один батальон и две роты Чёрного легиона. Расстановка усташей была следующей: одна рота обороняла пункт Миличи, вторая рота защищала Хан Поглед, а усташский батальон защищал Хан Пиесак. По плану партизан группа восточнобоснийских ударных батальонов, куда входили 6-я пролетарская восточнобоснийская ударная бригада и Бирчанский партизанский отряд, должна была атаковать город с трёх сторон. Атаковать правым флангом Хан Поглед планировала группа из Романийского и Браиначского батальонов, атаковать сам город планировали 2-й и 3-й батальон Группы ударных батальонов и остатки Бирчанского отряда, атаковать центральную зону Кик-Висевац-Орловача планировали 2-й батальон и рота Бирчанского батальона, атаковать левым флангом Миличи — рота 3-го батальона и Залуковацкий батальон.

## Ход битвы
Штурм началася 15 июня в 4:00. Правая колонна под прикрытием темноты подходила через лес к Хан Погледу и, не встретив никакого сопротивления, ворвалась в траншеи и истребила полностью гарнизон, разрушив укрепления. Спустя некоторое время усташи попытались отбить город при помощи танкеток, но безрезультатно: в итоге усташи вынуждены были присоединиться к гарнизону города.
Центральная колонна, однако, действовала неудачно: предварительно они взяли Кик (высоту 904) и попытались атаковать Висевцу (к югу от города), однако попытка оказалась неудачной. Битва за Висевац затянулась до 10 часов утра. Вмешательство хорватской и немецкой авиаций рассеяло колонну нападавших. Попытка взять Орловачу также не увенчалась успехом. Батальон, который атаковал Власеницу с севера, ворвался в город, но контратака усташей вынудила коммунистов отступить. Левая колонна также не смогла что-либо предпринять из-за паники и хаоса.
К 10 часам утра партизаны отступили, так и не взяв город.